# Izzy Stradlin
Izzy Stradlin, nome d'arte di Jeffrey Dean Isbell (Lafayette, 8 aprile 1962), è un chitarrista e cantante statunitense, famoso per essere stato chitarrista nei Guns N' Roses dal 1985 al 1991.
 

Dopo il periodo coi Guns ha intrapreso la carriera solista.

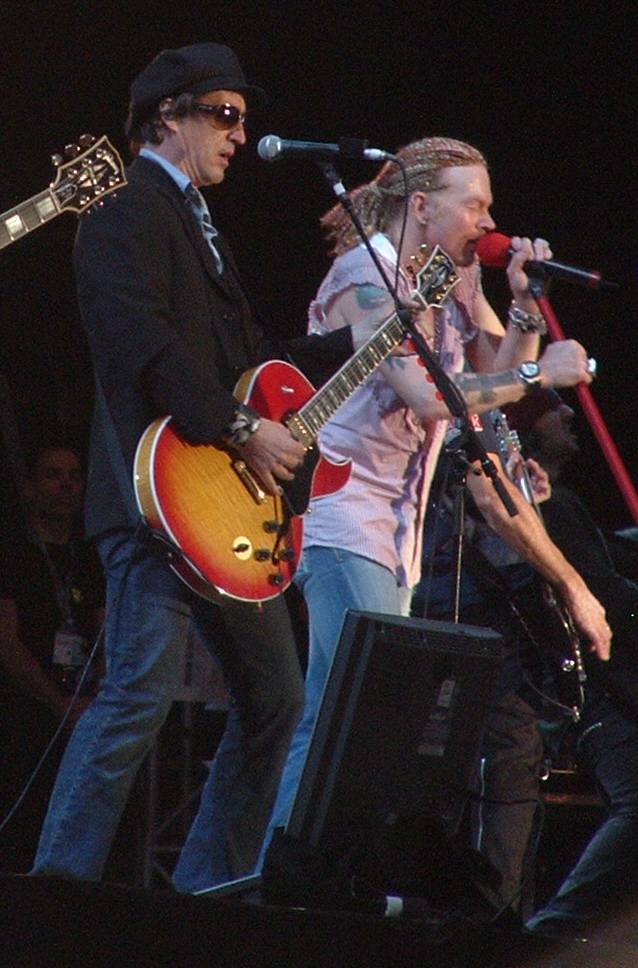
Izzy Stradlin e Axl Rose al festival di Donington nel 2006.

## Biografia
Appena terminato il liceo col minimo dei voti, si trasferì a Los Angeles, dove venne raggiunto dal suo amico d'infanzia Axl Rose. Con lui fondò un gruppo chiamato Hollywood Rose, che ruotava attorno alla scena hair metal di Los Angeles.
Dopo lo scioglimento degli Hollywood Rose, Stradlin entrò per un breve periodo nei London, all'interno della quale rimase solo qualche mese, prima di rifondare per un'ultima volta gli Hollywood Rose in occasione del Capodanno del 1985, con alcuni membri degli L.A. Guns.
Nel marzo del 1985 la band si unì agli L.A. Guns, dopo che entrambi i gruppi avevano perso alcuni componenti, dando vita ai Guns N' Roses. Stradlin lavorò con i Guns dall'EP di debutto Live ?!*@ Like a Suicide fino ad Use Your Illusion I e Use Your Illusion II. Anche lui, come il resto del gruppo, ebbe parecchi problemi di tossicodipendenza.
Nei primi anni novanta decise di cambiar vita e questo obiettivo era incompatibile con le tournée massacranti a cui erano sottoposti i Guns N' Roses; era inoltre stanco dei continui problemi interni alla band e, come in seguito dichiarò in un'intervista, in quel periodo aveva come l'impressione che le sue opinioni non fossero più considerate valide all'interno del gruppo. Il 7 novembre 1991 lasciò il gruppo, salvo poi rimpiazzare Gilby Clarke per alcune date nel 1993.
Stradlin ha contribuito a brani di successo dei Guns, quali: Patience, Don't Cry, You Could Be Mine, Sweet Child o' Mine, Mr. Brownstone e Think About You (in quest'ultima come chitarrista solista).
Nel 1993 ha collaborato con John Mellencamp ai brani Grandview (pubblicato nel 2017) e Miss Missy (pubblicato nel 1998).
Lasciati i Guns, fondò una nuova band, gli Ju Ju Hounds, passando ad uno stile rock con contaminazioni country, pop e reggae. Dopo questa esperienza ha inciso vari album come solista. Rifiutandosi di realizzare prodotti commerciali, i suoi dischi non sono mai stati supportati da un'adeguata promozione.
Dopo il 2000 è apparso come ospite durante alcuni concerti dei Velvet Revolver, degli Adler's Appetite e nel 2006 ha suonato con la nuova compagine dei Guns N' Roses (a riprova dei buoni rapporti mantenuti con gli ex compagni dei Guns). Slash ha più volte dichiarato l'importanza di Stradlin a livello compositivo ma anche umano, e si è dichiarato «ristentito» per la sua uscita dai Guns N' Roses.
Nel 2010 Stradlin ha collaborato con Slash alla creazione del primo album da solista di quest'ultimo, incidendo un brano intitolato Ghost.
Dopo anni di silenzio, nell'aprile 2012 viene introdotto nella Rock N' Roll Hall of Fame come membro dei Guns N' Roses, ma come il leader del gruppo, Axl Rose, non presenzia alla cerimonia, spiegando le sue ragioni in una lettera che viene pubblicata da Duff McKagan, nella quale lascia intendere che in caso di ricongiungimento dell'intera formazione originale la sua presenza in quel di Cleveland non sarebbe mancata. Sale poi sul palco il 31 maggio e il 1º giugno dello stesso anno con i Guns N' Roses all'O2 di Londra, suonando in You Could Be Mine, Dead Flowers, Knockin' On Heaven's Door, Nightrain, Paradise City e cantando nel brano 14 Years, suonata per la prima volta dopo diciannove anni.
Nel novembre del 2012 ha pubblicato un nuovo singolo con video, Baby-Rann.
Nel 2016 Stradlin si è iscritto a Twitter e ha annunciato che non avrebbe partecipato alla reunion dei GNR a causa della non equa divisione dei guadagni fra i membri della band.

## Discografia

### Solista
- Izzy Stradlin and the Ju Ju Hounds (1992)
- 117 Degrees (1998)
- Ride On (1999)
- River (2001)
- On down the road (2002)
- Like a Dog (2003)
- Miami (2007)
- Fire, the acoustic album (2007)
- Concrete (2008)
- Smoke (2009)
- Wave of Heat (2010)

### Singoli
- Baby Ran (2012) 16-11-2012
- Upside (2012) 21-12-2012

### Live
- Izzy Stradlin and the Ju Ju Hounds Live (1993)

### EP
- Pressure Drop (1992)

### Album
- 1987 - Appetite for Destruction
- 1988 - G N' R Lies
- 1991 - Use Your Illusion I
- 1991 - Use Your Illusion II

### EP
- 1986 - Live ?!*@ Like a Suicide
- 1987 - Live From the Jungle
- 1993 - The "Civil War" EP

### Album dal vivo
- 1999 - Live Era 87-93

### Raccolte
- 1998 - Use Your Illusion
- 2004 - Greatest Hits

### Partecipazioni
- 1999 - Alice Cooper - The Life and Crimes of Alice Cooper
- 2004 - Hollywood Rose - The Roots of Guns N' Roses
- 2010 - Slash - Slash